# Yana Ruzavina
Ianna Rouzavina (en russe : Яна Рузавина), née le 23 septembre 1982 à Kourtchatov dans l'oblast de Koursk, est une escrimeuse russe pratiquant le fleuret.

## Palmarès
- Championnats du monde d'escrime
  -  Médaille d'or par équipes aux Championnats du monde d'escrime 2006 à Turin
  -  Médaille d'argent par équipes aux Championnats du monde d'escrime 2007 à Saint-Pétersbourg
- Championnats d'Europe d'escrime
  -  Médaille d'or aux Championnats d'Europe d'escrime 2006 à Izmir
  -  Médaille d'or par équipes aux Championnats d'Europe d'escrime 2006 à Izmir
  -  Médaille d'argent par équipes aux Championnats d'Europe d'escrime 2007 à Gand
  -  Médaille d'argent par équipes aux Championnats d'Europe d'escrime 2005 à Zalaegerszeg